# Constantí I de Lacon
Constantí I de Lacon fou jutge d'Arborea. Fill probablement de Gonnari de Serra es va casar amb Anna de Zori i foren els pares de Comit III d'Arborea i Orsoc (casat amb Maria de Zori i pare de Pere de Serra i avi de Comi de Serra). Va seguir una política favorable a Gènova. Vivia al començament del segle xii. Germans seus foren suposadament Orsoc, (jutge de fet d'Arborea), Comit II (jutge de fet d'Arborea), Jordina i Preciosa.